# 山口守 (中国文学者)
山口 守（やまぐち まもる、1953年 - ）は、日本の中国文学者、日本大学名誉教授。専門は中国語圏文学。
長野県に生まれる。1976年に旧東京都立大学人文学部文学科を卒業した。引き続き大学院に進み、1983年大学院博士課程を満期退学した。この間1979年には復旦大学外文系で日本語科講師を務めた。1988年に日本大学文理学部専任講師となり、助教授（1992年）を経て、1998年に教授に就任した。2024年3月に日本大学を退職した。
学外では日本台湾学会理事、理事長（2011年-2015年）を務め、現在名誉理事長。

## 著書
- 『黒暗之光：巴金的世紀守望』上海：復旦大学出版社、2017
- 『巴金とアナキズムーー理想主義の光と影』中国文庫、2019
- 『中国の民衆と生きたアメリカ人：アイダ・プルーイットの生涯』岩波書店、2023

### 編著
- 『講座台湾文学』編; 藤井省三、垂水千恵、河原功共著 国書刊行会 2003
- 『パパイヤのある街：台湾日本語小説アンソロジー』皓星社、2024

### 共著
- 『巴金的世界』坂井洋史共著、北京：東方出版社、
- 『大衆伝媒與現代文学』陳平原共編著、北京：新世界出版社、2003
- 『アナキズムを読む』田中ひかる編、皓星社、2021
- 『社会運動のグローバル・ヒストリー：共鳴する人と思想』田中ひかる編、ミネルヴァ書房、2018
- 『社会運動のグローバルな拡散：創造・実践される思想と運動』田中ひかる編、論創社、2023

### 翻訳
- アイダ・プルーイット『北京の想い出 1926-1938』平凡社 1990
- 『リラの花散る頃 巴金短篇集』JICC出版局 発見と冒険の中国文学 1991
- 史鉄生『遥かなる大地』宝島社 1994
- 白先勇,朱天文,張系国,朱天心,張大春,黄凡,平路『台北ストーリー』共編訳 国書刊行会 新しい台湾の文学 1999
- 黄春明,宋沢莱、王禎和、王拓『鹿港からきた男』編訳 池上貞子,垂水千恵,三木直大共訳 国書刊行会 新しい台湾の文学 2001
- 鄧暁芒『精神の歴程 中国文学の深層』赤羽陽子,近藤直子共訳 柘植書房新社 2003
- 張系国『星雲組曲 因為即使是回憶、也需要生命的照耀。』三木直大共訳 国書刊行会 新しい台湾の文学 2007
- 白先勇『台北人』国書刊行会《新しい台湾の文学》、2008年 ISBN 978-4-336-04532-4
- 『台湾セクシュアル・マイノリティ文学 4』黄英哲,白水紀子, 垂水千恵共編 作品社 2009
- 阿来『コレクション中国同時代小説 1 空山 風と火のチベット』勉誠出版 2012
- 鍾文音『短歌行 台湾百年物語』上田哲二,三木直大, 池上貞子共訳 作品社 2012
- 『我的日本』呉佩珍・白水紀子共編訳、白水社、2018
- 『台湾文学ブックカフェ』三巻、呉佩珍・白水紀子共編、作品社、2021
- 『台湾文学コレクション』三巻、呉佩珍・白水紀子共編、早川書房、2024